# Belloliva tubulata
Belloliva tubulata is een slakkensoort uit de familie van de Olividae. De wetenschappelijke naam van de soort is voor het eerst geldig gepubliceerd in 1889 door Dall.